# Thomas de Courten
Pour les articles homonymes, voir Courten.
Thomas de Courten, né le 29 juillet 1966 à Bâle (originaire de Geschinen et Sierre), est une personnalité politique suisse, membre de l'Union démocratique du centre (UDC). 
Il est député du canton de Bâle-Campagne au Conseil national depuis décembre 2011.

## Biographie
Thomas Jan de Courten naît le 29 juillet 1966 à Bâle. Il est originaire de Geschinen (VS) et Sierre.
Économiste d'entreprise ESCEA, il travaille d'abord pendant 2 ans comme responsable marketing d'une entreprise d'Arlesheim, puis pour la Chambre de commerce de Bâle-Campagne pendant 9 ans, de mars 1996 à mars 2005. En 2005, il fonde sa propre agence de communication politique et de relations publiques. En février 2012, il est nommé responsable du développement économique de Bâle-Campagne.
Chasseur, il a le grade de premier-lieutenant à l'armée et habite à Rünenberg. Il est père de trois enfants et séparé de son épouse.

## Parcours politique
Il est député au législatif du canton de Bâle-Campagne de mars 2003 à décembre 2011, où il est chef du groupe UDC pendant 4 ans.
Il est élu au Conseil national en 2011 et réélu en 2015 (avec le deuxième meilleur score du canton), en 2019 et en 2023. Il siège au sein de la Commission de gestion (CdG) et de la Commission de la sécurité sociale et de la santé publique (CSSS).
Il est membre de l'Action pour une Suisse indépendante et neutre et président de Intergenerika, la fédération des fabricants de médicaments génériques.